# Rathaus (Ailringen)

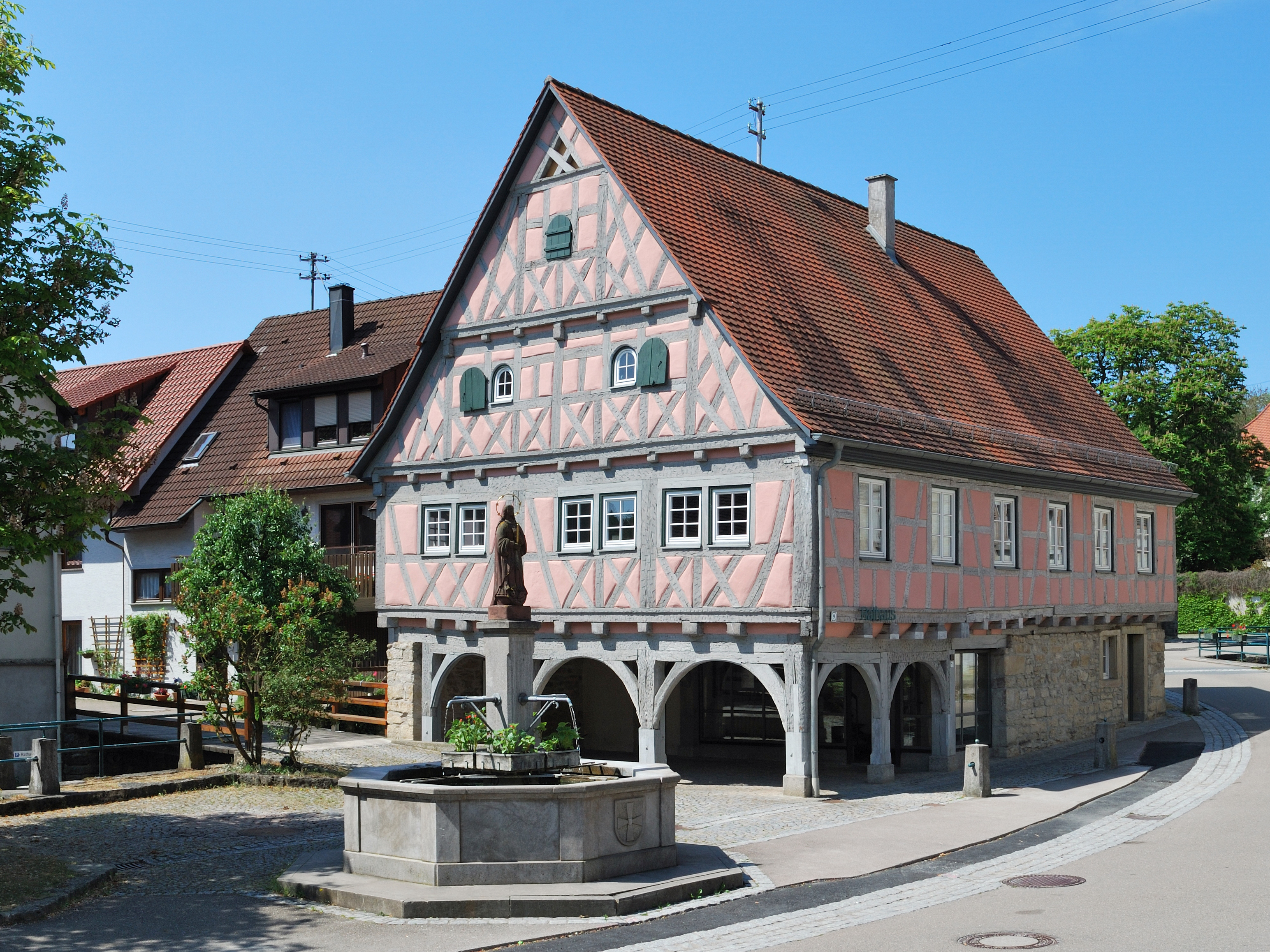
Ehemaliges Rathaus in Ailringen

Das Rathaus in Ailringen, einem Ortsteil der Gemeinde Mulfingen im baden-württembergischen Hohenlohekreis, wurde 1578/79 errichtet und von 1986 bis 1991 umfassend renoviert. Das ehemalige Rathaus an der Marienstraße 9 ist ein geschütztes Kulturdenkmal.
Das zweigeschossige Fachwerkhaus mit zweistöckigem Dachwerk besitzt eine offene Halle, Arkaden und Schmuckfachwerk im Ostgiebel. Im Obergeschoss ist ein großer, die gesamte Hausbreite einnehmender Saal.